# Elgenstierna
Elgenstierna är en svensk adelsätt, som består av två genom giftermål besläktade grenar.

## Historik
Ättens stamfader är kyrkoherden i Sandseryds, numera Norrahammars församling, Knut Andersson (Canutus Andreæ, död 1651). Han var även hospitalspredikant i Jönköping 1626-1651. Han var far till borgaren i Jönköping Israel Knutsson, som kallade sig Elg och var gift med en Catharina Struuf. Deras son Peter Elg var kapten, och adlades år 1719 med namnet Elgenstierna samt introducerades på nummer 1618. Peter Elgenstierna var gift med änkan Catharina Pahl, bördig från Lübeck såsom dotter till rådmannen i Stockholm Johan Pahl samt släkt med den Hans som adlades Pahl. Elgenstierna fick med henne bara ett barn, Johan Magnus, som avled i barnaåren. När Peter Elgenstjerna avled 1733 slöt han därmed sin ätt.

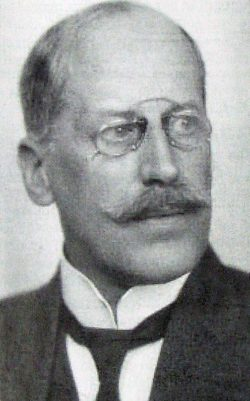
Gustaf Magnus Elgenstierna cirka 1900.

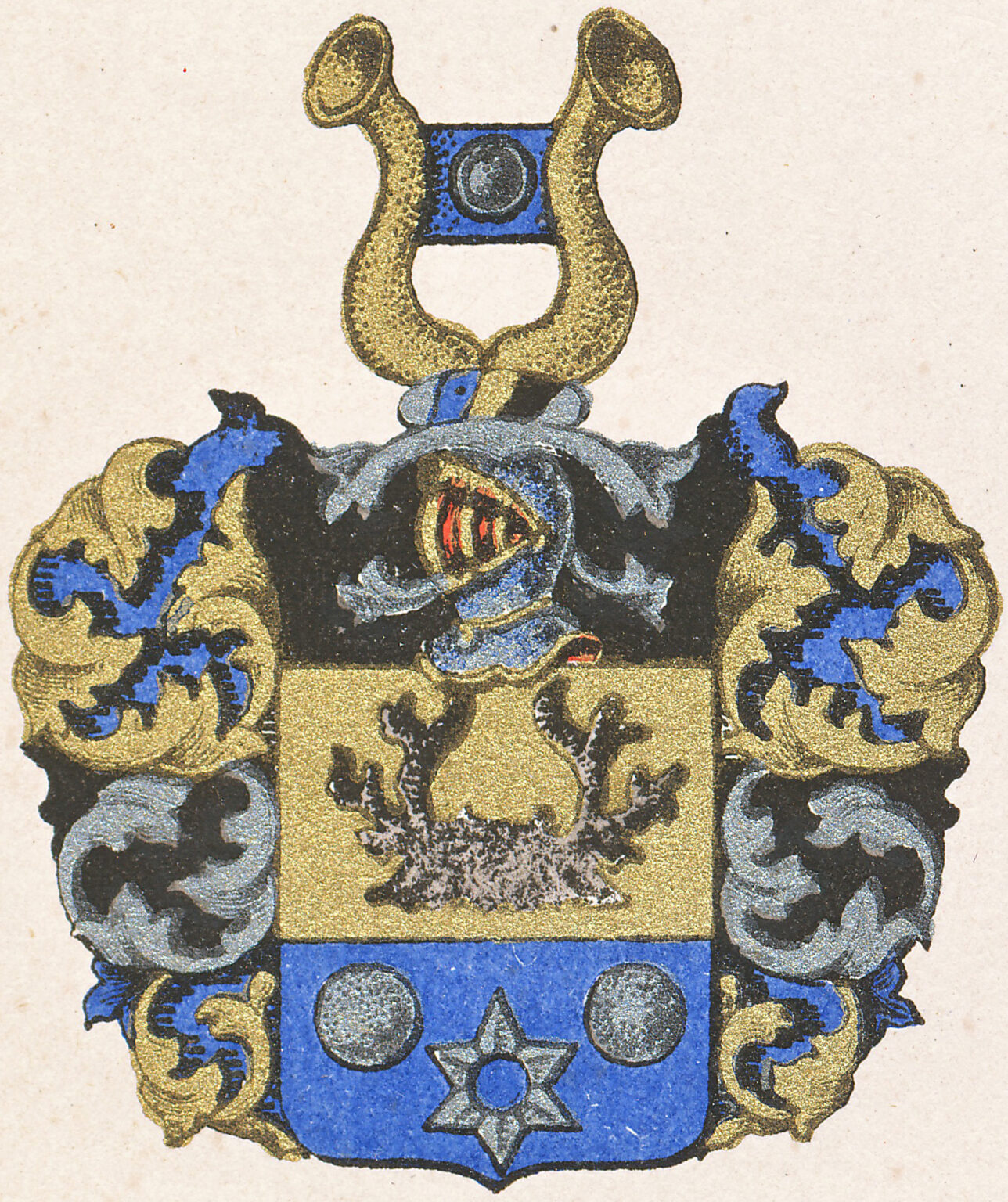
Ättens vapen i Stiernstedt och Klingspors vapenbok (1865).

Catharina Pahl hade tidigare varit gift med överpostinspektör Ambjörn Ulf, vars son i dennes tidigare gifte adlades med namnet Ulfhielm. Sonen i äktenskapet med Catharina Pahl, Johan Wilhelm, adlades samtidigt som sin styvfar kaptenen Peter ovan med namnet Elgenstierna, och introducerades på samma nummer 1618. Johan Wilhelm Elgenstierna till Torpunga och Ekensberg var överste och gift två gånger. Ätten fortlever med barn i andra äktenskapet, med Anna Christina Wattrang född i adliga ätten Wattrang vars mor var en Anrep som var ättling till Johan Graan och Bureätten. Två döttrar gifte sig Bure, och en dotter gifte sig med prosten Jonas Blom.
Ätten delades sedan i två grenar. Den äldre grenen härstammar från major Carl Gustaf Elgenstierna till Wibynäs och hans hustru Christina Cederstedt vars mor var en Ehrenhielm. Den yngre grenen härstammar från dennes bror Magnus Reinhold Elgenstierna i dennes äktenskap med Christina Catharina Grass. Sistnämnda makar blev föräldrar till titulärprofessorn överläkaren Nils Wilhelm Elgenstierna som gifte sig med en dotter till bergsrådet Jonas Cederstedt och Johanna Christina Benzelstierna, och expeditionssekreteraren Carl Magnus Elgenstierna, gift med en annan dotter till Jonas Cederstedt och Johanna Christina Benzelstierna. En sonson till den senare var genealogen Gustaf Elgenstierna.

## Blasonering
Originalsköldebrevet är sedan 2008 deponerat i Riddarhuset.
"En Skiöld i twäran fördehlt i twänne lijka delar, warandes det öfra Fältet af Gull i hwilcket sees ett par Elgshorn af swart Färg, på Stiernan eller öfwersta delen af hufwudet, uti det andra Fältet, som är blått, är en molett af Silfwer under twänne Kulor af samma Metall. Ofwan på Skiölden står en öppen Tornerhielm, hwarutur sträckia sig twänne gyllende Buffelhorn, emellan hwilcka ligger en Bielcke Zijrat med en försilfrat Kula. Crantzen och Löfwärcket är af Gull, Silfwer, Blått och swart, aldeles som detta Wapn med des rätta färgor här afmålat står.”